# ペニャランダ・デ・ブラカモンテ
ペニャランダ・デ・ブラカモンテ（Peñaranda de Bracamonte）は、スペイン・カスティーリャ・イ・レオン州サラマンカ県のムニシピオ（基礎自治体）。